# Critoniopsis sodiroi
Espèce
Statut de conservation UICN

 NT  : Quasi menacé
Critoniopsis sodiroi est une espèce de plantes à fleurs de la famille des Asteraceae et originaire de l'Équateur.

## Répartition
Critoniopsis sodiroi est endémique de l'Équateur.

## Systématique
Le nom correct complet (avec auteur) de ce taxon est Critoniopsis sodiroi (Hieron.) H.Rob..
L'espèce a été initialement classée dans le genre Piptocarpha sous le basionyme Piptocarpha sodiroi Hieron. ex Sodiro.
Critoniopsis sodiroi a pour synonymes :
- Critoniopsis pichinchensis (Cuatrec.) H.Rob.
- Piptocarpha sodiroi Hieron. ex Soderstr.
- Piptocarpha sodiroi Hieron. ex Sodiro
- Piptocarpha sodiroi Hieron., 1900
- Vernonia johnstuttsii G.Lom.Sm.
- Vernonia pichinchensis Cuatrec.